# ایستگاه متروی مورنینگتون کرسنت
ایستگاه متروی مورنینگتون کرسنت (انگلیسی: Mornington Crescent tube station) یکی از ایستگاه‌های خط شمالی متروی لندن است.
این ایستگاه که در منطقه کمدن لندن قرار دارد در سال ۱۹۰۷ میلادی تأسیس شده است.

## نگارخانه

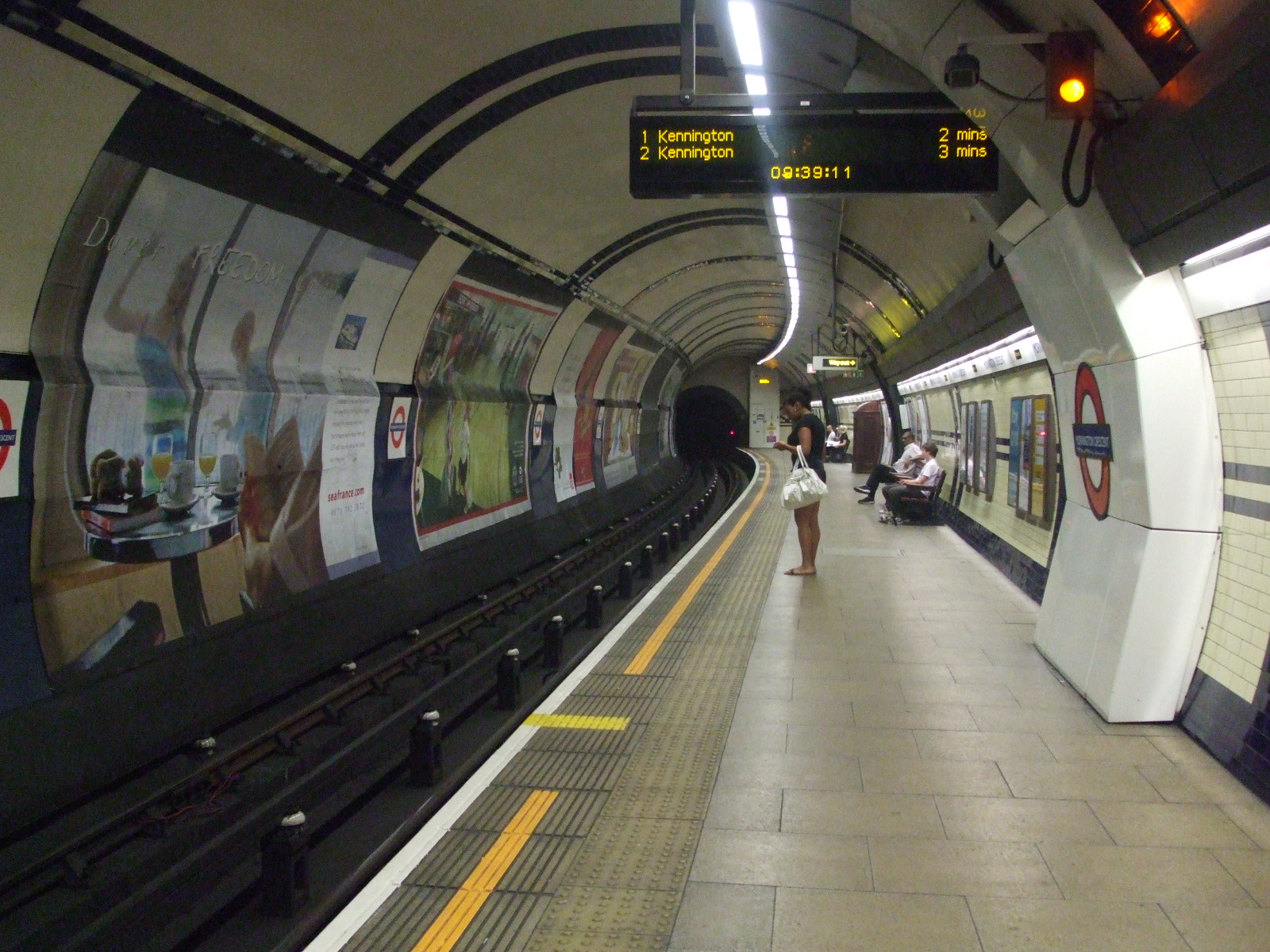
Southbound platform looking south
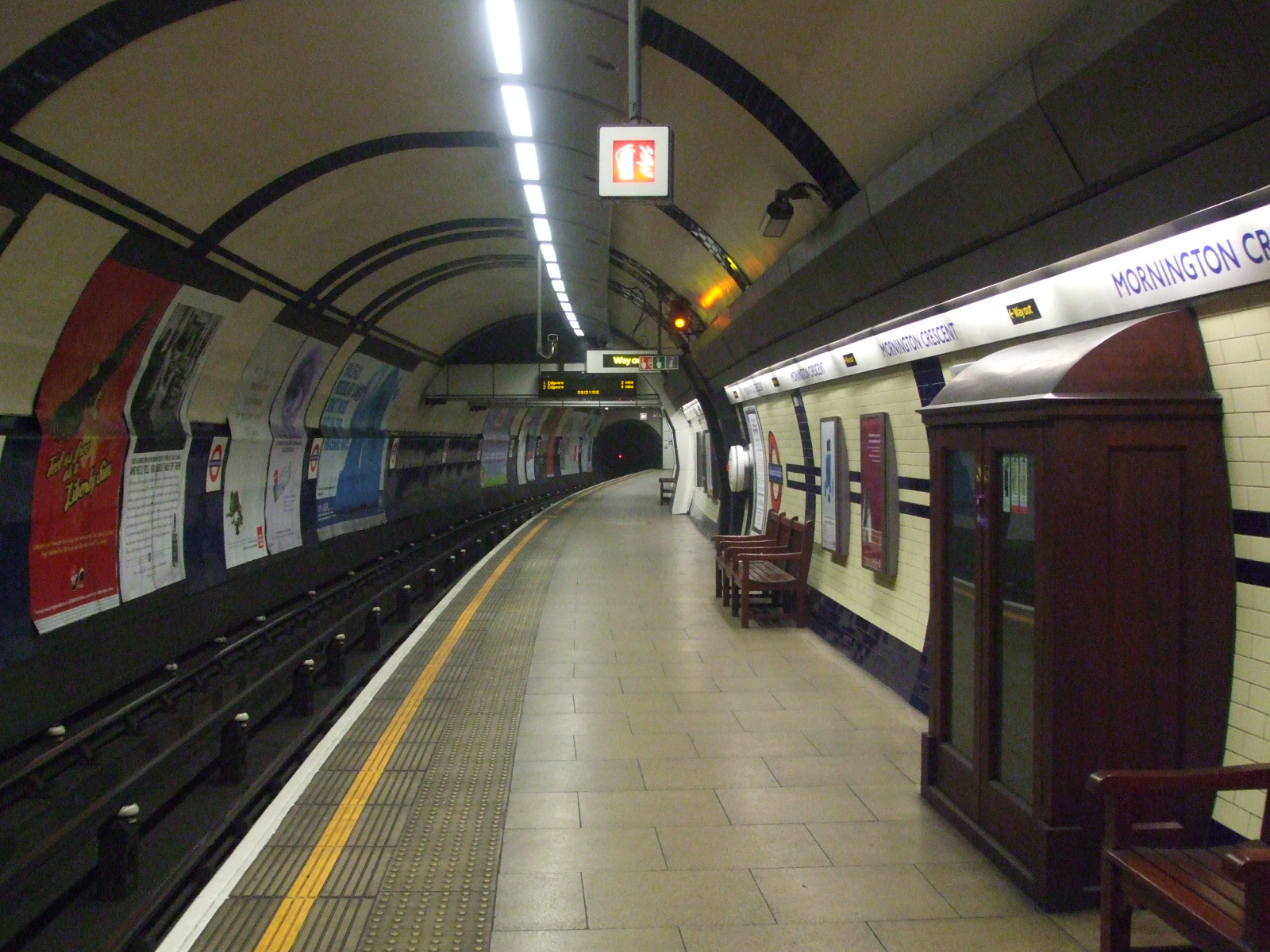
Northbound platform looking north
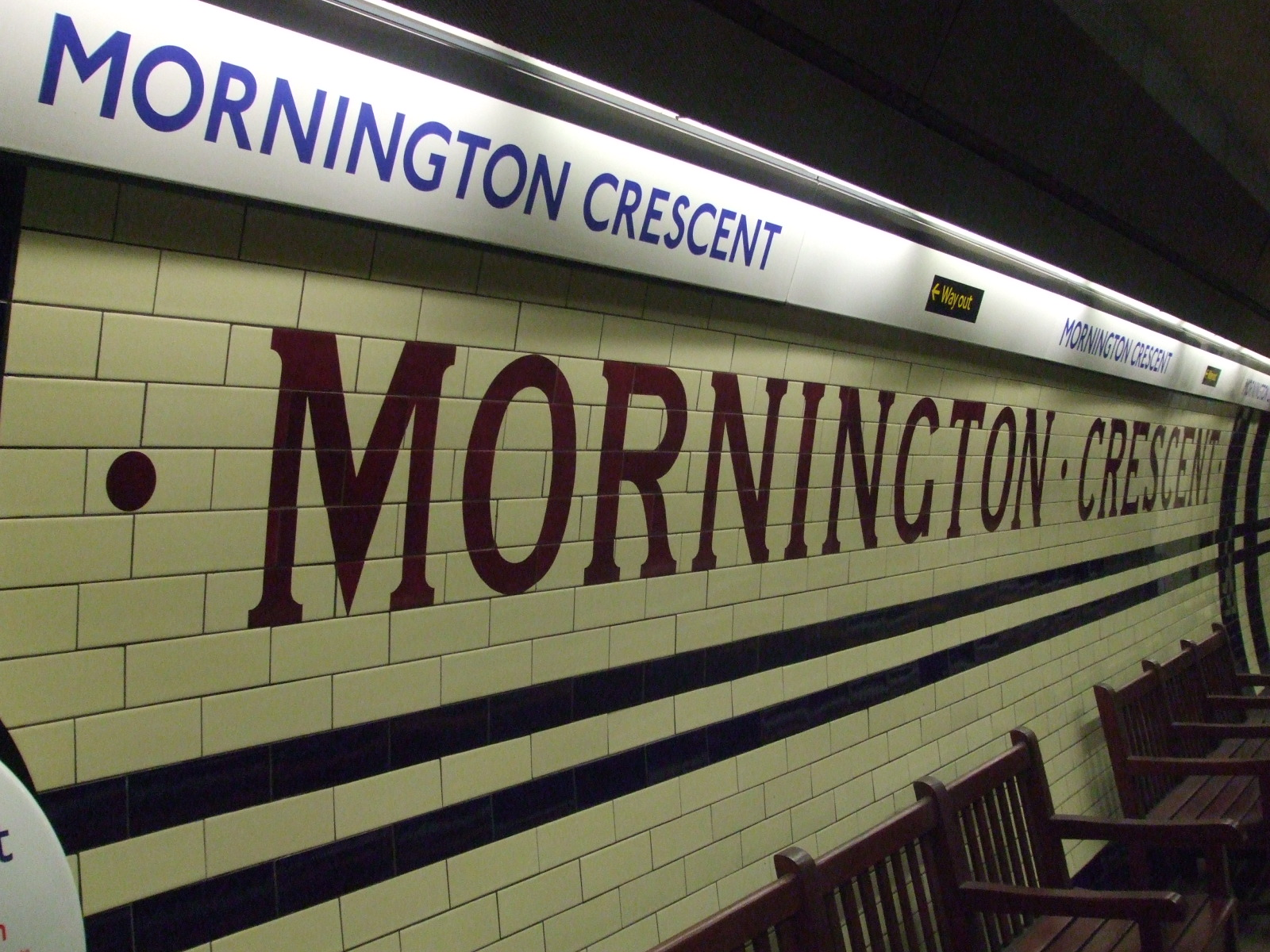
Tiling on the platform
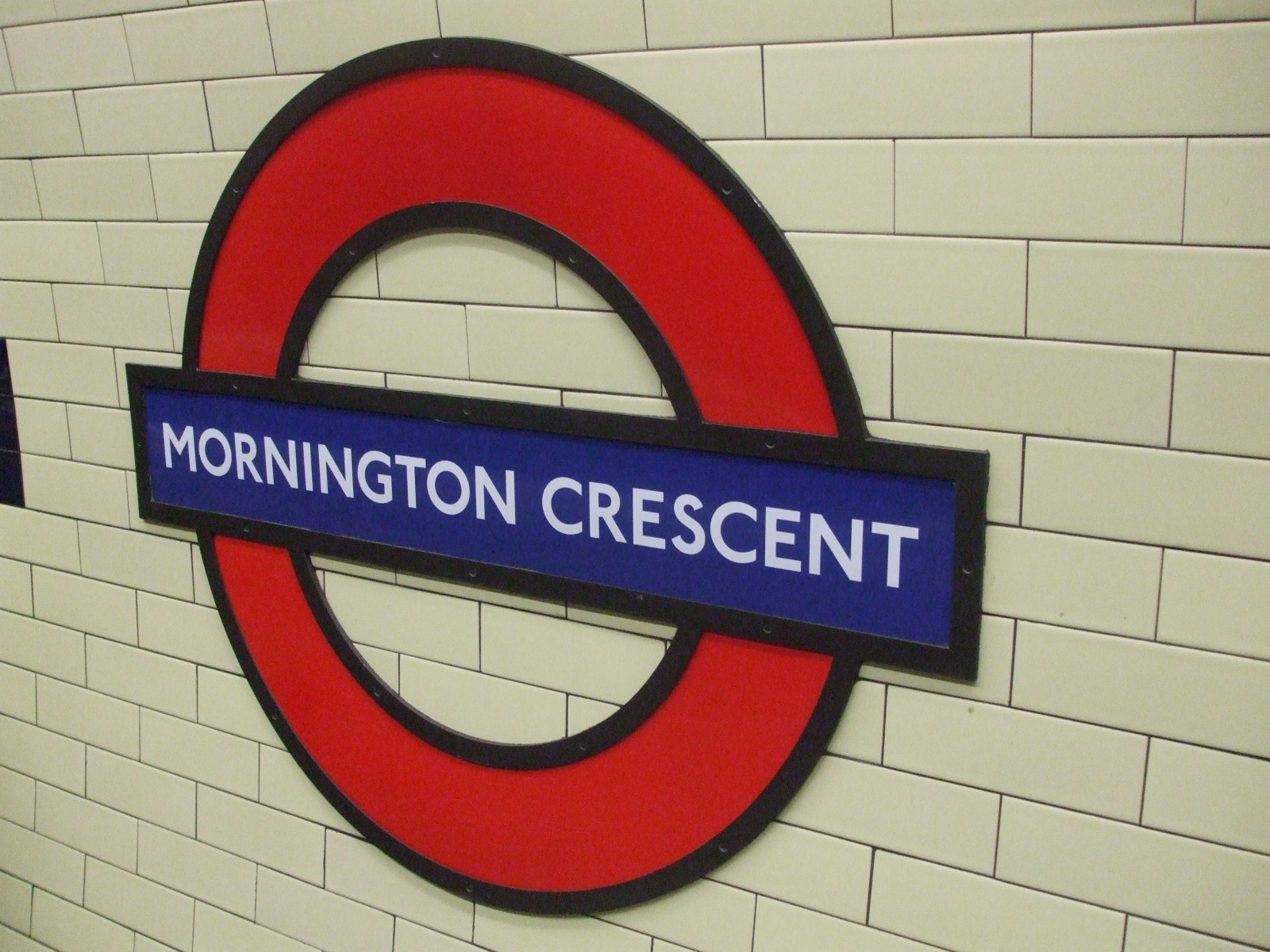
Roundel on the platform